# The Birdcage – Ein Paradies für schrille Vögel
The Birdcage – Ein Paradies für schrille Vögel (Originaltitel: The Birdcage) ist eine US-amerikanische Komödie aus dem Jahr 1996. Der Regisseur war Mike Nichols, die Hauptrollen spielten Robin Williams, Gene Hackman und Nathan Lane.
Bei der Produktion handelt es sich um eine Adaption des Bühnenstückes La Cage aux folles von Jean Poiret, das bereits 1978 in Frankreich von Édouard Molinaro mit Ugo Tognazzi und Michel Serrault verfilmt wurde (dt. Titel: Ein Käfig voller Narren). Dieser Film wurde von United Artists französischer Tochterfirma Les Productions Artistes Associés produziert. United Artists ist daher der Inhaber der Remakerechte und produzierte ebenfalls The Birdcage – Ein Paradies für schrille Vögel.

## Handlung
Val Goldman will Barbara Keeley, die Tochter des konservativen Senators Kevin Keeley, heiraten. Der Senator steht derzeit unter Druck, da der Anführer der Gruppe der Politiker, der er sich angeschlossen hat, in einen Sexskandal verwickelt wurde. So wird das Haus von der Presse belagert. Durch den Druck der Presse und das Zureden seiner Frau beginnt er die Hochzeit zu befürworten, da sie die traditionellen Werte symbolisieren und gut für das Image sein könnte. Die Keeleys schleichen sich an der Presse vorbei und machen sich auf den Weg nach Miami Beach.
Der Senator ahnt nicht, dass Vals Vater Armand homosexuell und kein „griechischer Kulturattaché“ ist, sondern einen Nachtclub betreibt, in dem sein Lebensgefährte Albert als Travestiekünstler auftritt. Damit die Hochzeit nicht gefährdet wird, willigt Armand ein, beim Besuch des Senators und seiner Frau eine traditionelle Familie vorzutäuschen. Die Wohnung wird umdekoriert und Vals leibliche Mutter Katherine wird gebeten, Armands Ehefrau zu spielen.
Da sich Katherine verspätet, verkleidet sich Albert als Frau und gibt sich stattdessen als Vals Mutter aus. Dem Senator ist Val zwar suspekt, aber er ist sehr angetan von dessen „Mutter“ (Albert), da sie die gleichen Ansichten über Familie teilen. Durch turbulente Zwischenfälle kommt die Wahrheit aber doch heraus.
In der Zwischenzeit erfahren die Medien von dem Besuch des Senators in der über dem Nachtklub gelegenen Wohnung. Die einzige Chance für Kevin Keeley, unerkannt zu entkommen, ist, sich selbst als Transvestit zu verkleiden und unter die Gäste des Nachtklubs zu mischen. Der Plan gelingt, nicht einmal sein Fahrer erkennt ihn.
In der letzten Szene sieht man die Hochzeit von Val und Barbara, der sowohl Armand und Albert wie auch Kevin Keeley und seine Frau beiwohnen.

## Synchronisation
Die Synchronarbeiten fanden bei der Berliner Synchron unter der Dialogregie von Michael Nowka statt, der auch das Dialogbuch verfasste.
| Rolle                | Schauspieler       | Synchronsprecher         |
| -------------------- | ------------------ | ------------------------ |
| Armand Goldman       | Robin Williams     | Peer Augustinski         |
| Senator Kevin Keeley | Gene Hackman       | Klaus Sonnenschein       |
| Albert Goldman       | Nathan Lane        | Lutz Mackensy            |
| Louise Keeley        | Dianne Wiest       | Kerstin Sanders-Dornseif |
| Val Goldman          | Dan Futterman      | David Nathan             |
| Barbara Keeley       | Calista Flockhart  | Maud Ackermann           |
| Agador               | Hank Azaria        | Ilja Richter             |
| Katherine Archer     | Christine Baranski | Judy Winter              |
| Radmans Fotograf     | Grant Heslov       | Santiago Ziesmer         |

## Kritiken
James Berardinelli bezeichnete den Film auf ReelViews als einen der witzigsten Filme des Jahres 1996. Er schrieb, der Film sei derart witzig, dass man leicht die ebenfalls enthaltene ernsthafte Botschaft übersehen könnte. Berardinelli hob die „wunderbare“ („wonderfully“) Darstellung von Gene Hackman hervor, ferner lobte er das Paar Robin Williams und Nathan Lane sowie die „soliden“ Darstellungen von Christine Baranski, Calista Flockhart, Dan Futterman und Dianne Wiest.
Roger Ebert befand in der Chicago Sun-Times vom 8. März 1996 das „zurückgenommene“ Spiel von Robin Williams als die größte Überraschung des Films. Weiterhin lobte er die Dialoge und das Drehbuch, welches die originale Handlung mit „geistreichen Bemerkungen“ ergänze.

„Brillante Darstellerleistungen in den Hauptrollen und eine Inszenierung, die sich sehr bewußt zu ihrer Theatralik bekennt, sorgen für kurzweilige Unterhaltung.“

## Auszeichnungen (Auswahl)
Der Film wurde 1997 für den Oscar in der Kategorie Bestes Szenenbild (Best Art Direction-Set Decoration) nominiert. Nathan Lane und Dianne Wiest gewannen den Preis American Comedy Award. Nathan Lane wie auch der Film insgesamt wurden für den Preis Golden Globe Award nominiert.
Robin Williams, Gene Hackman, Nathan Lane, Dianne Wiest, Hank Azaria, Christine Baranski und Dan Futterman gewannen den Screen Actors Guild Award; Gene Hackman und Dianne Wiest erhielten den Blockbuster Entertainment Award zugesprochen.

## Sonstiges
Robert Rodi schrieb nach dem Drehbuch einen Roman zum Film. Die deutschsprachige Ausgabe erschien 1996 beim Wilhelm-Heyne-Verlag München als Taschenbuch 01/9999, ISBN 3-453-11568-6.